# Under a Killing Moon
Under a Killing Moon (souvent abrégé UAKM) est un jeu vidéo d'aventure sorti en 1994 et réalisé par Access Software. Il s'agit du troisième jeu mettant en scène le détective Tex Murphy. Dans cette aventure, Tex se bat contre une secte maléfique qui essaye de détruire la planète.
Under a Killing Moon est un des premiers jeux intégrant des acteurs en incrustation vidéo dans un univers virtuel en 3D, ce qui en fait un film interactif en full motion video. Le jeu prenait toute son ampleur si on dirigeait son flot MIDI vers un expandeur ou un synthétiseur de bonne qualité, ce qui était proposé dans ses options.
La série s'est poursuivie avec un gameplay semblable à celui d’Under a Killing Moon dans The Pandora Directive (1996) et Tex Murphy: Overseer (1998) ; The Pandora Directive a été entièrement traduit en français (texte et voix), tandis que Overseer et Under a Killing Moon n'existent qu'en anglais sous-titré français.

## Trame

### Scénario
Situation initiale et introduction. L'enquête commence en décembre 2042, après la Troisième Guerre mondiale qui a irradié le monde et séparé la population en « Norms » et « Mutants ». Une forte ségrégation génétique avive les tensions entre ces deux groupes. Tex Murphy réside au troisième étage du Ritz, un hôtel miteux de Chandler Avenue en plein quartier mutant de San Francisco : sa femme Sylvia l'a quitté, il boit trop, et il est totalement fauché. Le « Colonel », son ancien employeur, vient lui rendre visite et constate sa déchéance, tout en évoquant ses qualités : Tex rêve de Marlowe et de Spade et agit souvent plus comme l'inspecteur Clouseau, mais il résout la plupart de ses affaires. Le Colonel l'avertit par ailleurs qu'il travaille actuellement sur une importante affaire dans laquelle il ne veut pas que Tex soit impliqué.
Jour 1. Tex cherche une enquête sur laquelle travailler pour pouvoir gagner un peu d'argent. Il apprend qu'un dépôt-vente de Chandler Avenue tenu par Rook Garner s'est fait récemment cambrioler. La veille, une femme est venue déposer un bracelet de grande valeur contre 8 000 dollars ; dans la nuit, le bracelet et d'autres objets de moindre importance ont été volés. Tex récolte plusieurs indices au cours de ses observations et de ses conversations avec les voisins du quartier. Ses recherches lui permettent d'identifier le cambrioleur : Mick Flemm, un individu aussi dangereux que stupide. Tex apprend que Mick Flemm a tué un clown qui tenait une boutique sur Chandler Avenue, mais que cela lui donne désormais des cauchemars, et qu'il a élu domicile dans un entrepôt au fond de Chandler Avenue. Le détective y entre sans difficulté, met au point un stratagème pour faire fuir Mick Flemm en jouant sur sa peur des clowns, puis récupère le bracelet volé. Cette affaire est résolue.
Jour 2. Une nouvelle affaire se présente à Tex, beaucoup plus importante que celle de la veille. Le détective reçoit un fax d'une certaine « Comtesse Rénier » l'invitant à la rejoindre à son domicile. Sur place, la comtesse explique s'être fait voler une statuette d'oiseau en cristal d'une très grande valeur, et demande au détective de la retrouver en échange de 30 000 dollars. Tex accepte et commence ses recherches. Le détective contacte un dénommé « Franco Franco », un trafiquant d'objets volés qui doit posséder des informations sur la statuette et le voleur. Tex parvient à amadouer Franco qui lui apprend que l'actuel possesseur de la statuette s'appelle Eddie Ching. Grâce aux indications de Franco, du policier Mac Malden et du vendeur de matériel électronique, Tex trouve l'emplacement de l'appartement d'Eddie Ching et entre après avoir brisé le système de sécurité. Le détective récupère l'oiseau de cristal et repart au Ritz. À son arrivée, le détective se fait assommer par un étrange individu capable de changer d'apparence qui lui vole la statuette. Un second individu lui vole son portefeuille.
Jour 3. En cherchant des informations sur ses agresseurs, Tex frappe à la porte de Francesca Lucido, la tenancière d'une pizzeria, qui a vu l'agression mais qui n'en parlera que si Tex lui rend un petit service : Francesca veut divorcer, car la compagnie de son mari est devenue un fardeau et il lui fait certainement de nombreuses infidélités ; Tex doit trouver des preuves de ces infidélités pour que le divorce puisse être prononcé. Dans la chambre d'un hôtel tenu par Ardo Newpop, un mutant idiot, le détective trouve une pellicule contenant des photos compromettantes du mari en train de jouer au Twister avec différentes femmes peu vêtues. Les photos développées sont données à Francesca, qui révèle alors à Tex l'identité de l'un des deux agresseurs de la veille, un dénommé Pug, qui rôde depuis quelques jours autour du Ritz. Tex parvient à trouver Pug ; ce dernier lui rend son portefeuille et avoue la raison de sa filature : il explique avoir été engagé par le Colonel pour s'assurer que Murphy n'enquête pas sur une affaire de statuette d'oiseau. Interloqué, Tex part voir le Colonel à son bureau, et le trouve en train d'agoniser, un poignard dans la poitrine. Le Colonel lui apprend néanmoins que son premier agresseur capable de changer de forme est surnommé « Le Caméléon », puis il donne à Tex quelques pistes pour continuer l'enquête à sa place. Après avoir emmené son ancien employeur à l'hôpital, Tex revient à son bureau où l'attend Eddie Ching, qui se révèle être une jeune femme, accompagnée de ses deux gardes du corps. Ching est catastrophée par la disparition de la statuette : elle explique que la comtesse était membre d'une secte ayant besoin de cette statuette pour accomplir dans quelques jours un rituel lié à la « Croisade Génétique », une opération menée par des « Norms » pour éradiquer l'ensemble de la population mutante de la planète et retrouver la « pureté originelle » d'avant la Troisième Guerre mondiale.
Jour 4. Tex revient au bureau du Colonel pour rechercher des indices qui auraient pu lui échapper. Il trouve un disque sur lequel le Colonel lui a laissé un message expliquant une partie de l'affaire : la secte dispose d'une station spatiale nommée Moon Child qui servira à attaquer la Terre pour réaliser la Croisade Génétique ; il faut détruire cette station. Pour cela, des agents ont conçu une « puce Winter », capable de diffuser un virus informatique dans l'ordinateur central de la station spatiale. De plus, la secte dirige un centre de recherche en génétique nommé « GRS ». L'agent secret Eva Schanzee, ayant infiltré la GRS, devait être emmenée sur le Moon Child pour connecter la puce, mais elle a disparu avant son départ. Tex doit réaliser cette mission à sa place. Dans les dossiers du Colonel, Tex apprend que les employés de la GRS sont des généticiens, qui majoritairement ignorent le but de leur directeur ; le Colonel a retrouvé une ancienne employée appelée Alaynah Moore. Tex part voir Alaynah, qui lui confie son ancien badge pour entrer dans les bâtiments de la GRS. Sur place, Tex trouve différentes informations sur les intentions de la secte, stockées sur des disques et une cassette : la secte veut faire monter dans le Moon Child quelques milliers de « Norms » au code génétique « pur » et un échantillon de chaque espèce animale ou végétale non mutante, puis éradiquer toute vie sur Terre à l'aide d'un virus ; l'extermination menée à bien, la population du Moon Child reviendrait habiter sur la planète et réintroduirait les espèces conservées. Tex découvre également, dans le bureau du directeur de la GRS, une statuette dans laquelle était cachée la puce Winter. Enfin, Tex apprend que le Caméléon réside dans un étrange endroit nommé le « Bastion de la Sainteté ». De retour à son bureau, le détective trouve un message vidéo du Caméléon qui lui révèle que la comtesse Rénier était seulement une de ses apparences, et qu'il a emmené Alaynah Moore, qu'il n'hésitera pas à tuer si le détective n'abandonne pas immédiatement ses investigations.
Jour 5. Tex part au « Bastion de la Sainteté », où se trouvent le Caméléon et sa prisonnière. Tex parvient à remplacer la cigarette du Caméléon par une cigarette empoisonnée avec un échantillon de substance destinée à éradiquer la population terrestre trouvé à la GRS. Le Caméléon succombe au poison, et Tex délivre Alaynah qui est follement amoureuse du détective. Alaynah confie à Tex que le Caméléon allait se rendre dans un bar situé dans l'espace pour y trouver un certain Ferrel Pus. Tex se rend au bar en parvenant à se faire passer pour un membre de la secte auprès de la barmaid, qui lui indique où trouver Ferrel Pus. Tex entre dans le bureau de l'homme en question, qui connait déjà l'identité du détective. Ferrel Pus accepte d'emmener Tex sur le Moon Child dans quelques heures s'il parvient à gagner quatre fois de suite à un bonneteau mortel en cas de mauvais choix. Le détective gagne le jeu et retourne auprès de la barmaid, qui lui sert une boisson contenant un soporifique.
Jour 6. Le détective se réveille à bord du Moon Child, enfermé dans une pièce. Un message vidéo de Lowell Percival, le dirigeant de la secte que Tex avait rencontré dans l'affaire du Martian Memorandum, l'informe que la « Purification » commencera dans une heure, et que Tex peut toujours décider de rejoindre la cause de la secte. Mais Tex possède toujours la puce Winter capable d'infecter le système du Moon Child ; il parvient à s'évader de sa prison temporaire et se retrouve dans un labyrinthe de couloirs. Tex retrouve l'agent Eva Schanzee, qu'il délivre d'un caisson cryonique. Eva lui confie alors une série d'instructions pour infecter le système informatique du Moon Child avec la puce Winter, pendant qu'elle-même va aller provoquer une surtension qui fera exploser la station spatiale. Dans une pièce servant d'observatoire, le détective trouve un ordinateur de liaison qui lui permet de brancher la puce et de diffuser le virus. La cinématique de conclusion montre Tex et Eva en train de s'enfuir du Moon Child par une navette, juste avant que la station spatiale n'explose en détruisant l'ensemble de la secte. De retour sur Terre, Tex retrouve le Colonel, qui a suffisamment retrouvé la santé pour aller faire une partie de Twister avec Eva ; Tex repart donner des cours de cha-cha-cha pour gagner quelques dollars. L'ex-femme de Tex revient alors à son bureau pour lui demander une réconciliation, ce qui arrache à Tex un long cri d'horreur que même les pires péripéties de son affaire ne lui ont pas fait pousser.

### Personnages et distribution
Le jeu étant un film interactif, les personnages sont joués par des acteurs professionnels et amateurs, faisant parfois partie de l'équipe de production. Ainsi, Chris Jones interprète Tex Murphy, tandis qu'Aaron Conners joue Ardo Newpop et un technicien de la station spatiale. La voix off entendue à plusieurs reprises dans le jeu est celle de James Earl Jones.
Personnages connus de Tex dans la situation initiale
- Le Colonel (Brian Keith) : ancien employeur de Tex Murphy, qui dirige une agence de détectives privés.
- Sylvia Linsky (Kris Mickler) : ex-femme de Tex.
- Chelsee Bando (Suzanne Barnes) : tenancière d'un kiosque à journaux sur Chandler Avenue.
- Rook Garner (Douglas Vandegrift) : prêteur sur gage de Chandler Avenue.
- Louie LaMintz (Randall Edwards) : tenancier du Brew & Stew, un restaurant de Chandler Avenue.
- Francesca Lucido (Jeri Christian) : tenancière de la pizzeria, réputée pour avoir eu des mœurs légères.
- Sal Lucido (Douglas Vandegrift) : mari de Francesca, parfois violent avec elle lorsqu'il a bu, ayant des mœurs encore plus légères que sa femme.
- Ardo Newpop (Aaron Conners) : tenancier du Golden Gate Hotel, puissant physiquement, mais particulièrement idiot.
- Mac Malden (Kevin Jones, frère de Chris Jones) : policier de San Francisco.

Personnages rencontrés au cours des enquêtes
- Beek Nariz (Douglas Vandegrift) : mutant ayant une trompe à la place du nez, indicateur vendant ses informations à Mac Malden.
- Mick E. Flemm (Jay Richards) : auteur du cambriolage chez Rook Garner, assassin de Rusty le clown.
- Rusty le Clown : clown qui faisait une émission à la télé, puis qui est venu s'installer dans Chandler Avenue deux ans auparavant pour tenir une boutique de farces et attrapes ; a dû fermer boutique et s'est fait assassiner peu après.
- Hamm Underwood (Brian Ferguson) : tenancier du nouveau magasin d'électronique de Chandler Avenue.
- Comtesse Rénier (Monique Lanier) : riche femme de San Francisco, engageant Tex Murphy pour retrouver une statuette ; se révèle être finalement une des nombreuses incarnations du Caméléon.
- Franco Franco (Willie Walker) : trafiquant d'objets volés, en jade notamment.
- Eddie Ching (Sandy Jensen) : criminelle notoire de San Francisco, en possession de la statuette que Tex parvient à voler.
- Pug (Richard Haslam) : mutant engagé par le Colonel pour surveiller Tex, tué à la fin de l'enquête par le Caméléon pour épouvanter Tex.
- Le « Caméléon » (Russell Means) : homme de main de Lowell Percival, capable de changer d'apparence ; agresseur de Tex Murphy et du Colonel.
- Melahn Tode (Shannon Engemann) : femme de petite vertu, connaissance du Colonel que Tex rencontre pour parvenir à accéder aux dossiers du Colonel.
- Alaynah Moore (Rebecca Clay) : ancienne employée de la GRS, sœur d'une ancienne petite amie de Tex.
- Markus Tucker (Mark McArthur) : directeur de la GRS, appartenant à la secte apocalyptique.
- Eva Schanzee (Mindy Lawson) : agent secret d'une agence nommée « Capricorne », ayant infiltré la GRS.
- Paul Dubois (Mark Hulka) : généticien de la GRS ayant découvert les objectifs de Markus Tucker et de la secte apocalyptique ; assassiné par la secte.
- Ferrel Pus (David Madsen) : membre haut placé de la secte.
- la barmaid (Margot Kidder) : tenancière d'un bar de l'espace mal fréquenté.
- Lowell Percival (Michail Bailey) : milliardaire étant intervenu lors de l'affaire du Martian Memorandum, devenu chef de la secte apocalyptique.

## Système de jeu
Le jeu se contrôle à la souris et au clavier ; il existe de nombreux raccourcis, mais en résumé :
- en « mode déplacement », le joueur avance, recule et tourne en déplaçant sa souris ; les flèches haut et bas permettent de lever et de baisser la tête, R permet de courir, Shift-gauche et Ctrl permettent d'augmenter ou de baisser le point de vue ;
- en « mode interactif », le joueur examine son environnement (un clic gauche sur un objet permet d'obtenir sa description), utilise son inventaire, parle avec les gens, et peut ouvrir (ou fermer), déplacer, prendre, allumer (ou éteindre) ce qu'il voit ;
- la barre d'espace ou le bouton central de la souris permettent de passer d'un mode à l'autre.

Les dialogues s'effectuent en choisissant une attitude (et non pas une phrase précise), souvent présentée de façon ambiguë, qui mène souvent à des conversations comiques et parfois à des situations dangereuses.
Une carte générale permet d'aller rapidement d'un endroit à l'autre ; les destinations disponibles dépendent de l'avancement de l'enquête.
Les progrès du joueur sont récompensés par des points, qui peuvent être dépensés pour accéder aux indices inclus dans l'aide du jeu.
La mort du personnage, qui survient en cas de réflexes trop lents ou d'erreur manifeste, est l'occasion d'une courte leçon ironique dispensée par le fantôme de Tex, dont la silhouette se découpe sous la Lune.

## Accueil
- Adventure Gamers : 4,5/5[5]

## Roman
Aaron Conners a écrit et publié en avril 1996 le roman Under a Killing Moon, traduit en français Sous une Lune de sang par Grégoire Dannereau et publié aux éditions Fleuve noir, collection Virtuel, en octobre 1997.
L'intrigue du roman reprend quelques grandes lignes du scénario du jeu. L'affaire du détective se déroule cependant d'une manière très différente par rapport au jeu vidéo : des personnages ont été rajoutés tandis que d'autres sont absents, et davantage meurent dans le roman.
Le roman débute quand Tex vole la statuette d'oiseau chez Eddie Ching. Son entrevue avec la comtesse Rénier, expliquant la motivation du vol, n'apparaît que plus tard sous forme d'un flash-back. Tex mange fréquemment au Brew & Stew, que fréquente aussi Chelsea Bando. Tex apprend que le Colonel (dont on apprend le véritable nom : Roy O'Brien) est porté disparu depuis une semaine, puis découvre après enquête qu'il a été assassiné. Tex est momentanément le principal suspect du meurtre et subit une détention provisoire où il rencontre Rusty le Clown. Le détective rencontre rapidement Alaynah Moore, secrétaire de Lowell Percival ; Tex découvre que la jeune femme est raciste envers les mutants, ce qui met un terme aux sentiments réciproques des deux personnages. Tex rencontre Paul Dubois, qui est ici un agent du Capricorne et non un membre de la GRS, ainsi que deux nouveaux agents d'Interpol. Tex rencontre Lowell Percival vers la moitié du roman, puis le bâtiment de Lowell Entreprises explose alors que Tex vient de le quitter : Lowell Percival et Alaynah Moore sont considérés comme morts, bien que Percival se révèle plus tard être toujours en vie. Tex se procure la puce Winter en décodant un message du Colonel qui lui indique que l'objet se trouve dans le dépôt-vente de Rook Garner. Tex apprend l'existence de la secte et du projet de « purification » de manière très différente par rapport au jeu : Eddie Ching décide de collaborer avec lui pour détruire le Moon Child. Les deux alliés font une escale sur la Lune, où Eddie Ching est tuée. Tex parvient à être emmené vers le Moon Child en se cachant dans une navette, puis visite le Moon Child jusqu'à ce qu'il soit démasqué. Tex rencontre alors Lowell Percival qui lui tient un discours très semblable à celui du jeu ; Percival est accompagné du Caméléon et de sa compagne Eva (l'agent infiltrée du Capricorne). Lorsque Percival repart, Eva tue le Caméléon, récupère la puce Winter contenue dans la montre de Tex, et entreprend toutes les opérations pour infecter le système informatique central. Tout cela réussi, Tex parvient à s'échapper du Moon Child, mais Eva reste et meurt, tout comme les milliers de résidents de la station spatiale, à cause d'une défaillance du système de régulation d'oxygène. Percival, qui s'est échappé, est arrêté et écroué. À son retour sur Terre, Tex reçoit 10 000 $ pour la mort du Caméléon, ce qui lui permet de rembourser ses nombreuses dettes. Chelsea repousse une nouvelle fois ses avances, et le roman se termine de manière ouverte par la rencontre du détective avec une jeune femme brune, probablement pour un nouveau flirt mais peut-être aussi pour une nouvelle enquête.